# Sphenomorphus murudensis
Sphenomorphus murudensis — вид сцинкоподібних ящірок родини сцинкових (Scincidae). Ендемік Малайзії.

## Поширення і екологія
Sphenomorphus murudensis відомі з типової місцевості, розташованої на горі Муруд в штаті Саравак на півночі Калімантану. Вони живуть у вологих тропічних лісах, на висоті від 500 до 2400 м над рівнем моря.